# رابطة الشباب الكويتي
رابطة الشباب الكويتي ((بالإنجليزية: Youth Association of Kuwait)) أحد أبرز المنظمات الشبابية الكويتية ذات التوجه الوطني. تأسست تحت مسمى رابطة الشباب الوطني الديمقراطي سنة 2009 على يد مجموعة من الشباب والشابات الوطنيين. شعار الرابطة يختزل قيمها الأساسية المتمثلة في المساواة بين الجنسين واحترام معتقدات الآخرين واحترام قيم العلم والعمل والشمولية في اتخاذ القرار. كما تهدف الرابطة إلى توجيه الشباب لخدمة المجتمع وتحفيزهم على الاهتمام بالشأن العام بالإضافة إلى التعاون مع مؤسسات المجتمع المدني المختلفة ضمن أهداف أخرى.

## النشأة
أتت فكرة تأسيس الرابطة كتطور طبيعي للوضع القائم في 2006 لمؤسسات المجتمع حيث تعاني العديد منها إلى أزمة احتكار من قبل تيارات سياسية أو مجالس إدارة لا تشمل الشباب، فتمت مناقشة فكرة تأسيس مظلة تجمع الشباب تحت رايتها لمناقشة الشأن العام وقضايا المجتمع والواقع الثقافي، لا سيما ندرة المنظمات الشبابية في البلاد حينها وعدم وجود دعم فعلي للشباب من جانب مؤسسات المجتمع المدني أو الدولة آنذاك، فتم وضع الخطوط العريضة لمنظمة شبابية تسمى رابطة الشباب الوطني الديموقراطي على أن تهتم بالشأن الثقافي والاجتماعي وقضايا الشباب، بالإضافة إلى تحفيز الشباب على الانخراط في النشاط العام، ولكن كانت البداية الفعلية للرابطة حينما تم انتخاب أول هيئة إدارية لها عام 2009 على أثر مؤتمرها الأول الذي نظم في الجمعية الثقافية الاجتماعية النسائية.

## أهداف الرابطة
تطورت أهداف الرابطة منذ نشأتها، حيث كانت تركز فيما سبق على التوعية الثقافية والضغط على متخذي القرار بشأن عدة قضايا، إلا أنها تهدف حاليا كما ينص نظامها الأساسي إلى:
- توجيه الشباب لخدمة المجتمع
- صقل مهاراتهم وتنمية قدراتهم
- زيادة وعيهم حول التراث الإنساني والوطني
- نشر ثقافة التطوع والخدمة العامة لديهم
- تحفيزهم على الاهتمام بالشأن العام
- الدفاع عن حقوقهم ومكتسباتهم
- التعاون مع مؤسسات المجتمع المدني

## الهيكل الإداري
ينظم عمل الرابطة نظام أساسي، يتم على أساسه انتخاب مكتب تنفيذيكل عامين في نهاية جمعية عمومية يحضرها كافة أعضاء الرابطة، ويتكون المكتب التنفيذي من رئيس ونائب له وأمين سر وأمين صندوق ومسؤول علاقات عامة وإعلام، بينما يتم تقسيم المهام المختلفة على لجان مختصة وفرق عمل تقوم.
يتكون المكتب التنفيذي الحالي من:
- عبد الوهاب النجدي، رئيس رابطة الشباب الكويتي
- بيبي الخشتي، نائب رئيس رابطة الشباب الكويتي[3]
- علي السالم، أمين سر رابطة الشباب الكويتي[4]
- فايزه الرشيدي، أمين صندوق رابطة الشباب الكويتي
- هنادي الهولي، مسؤول علاقات عامة وإعلام[5]

## وصلات خارجية
- الموقع الرسمي نسخة محفوظة 18 يناير 2019 على موقع واي باك مشين.
- مقر الرابطة